# Гельмут Бойкеманн
Вільгельм Бертольд Гельмут Бойкеманн (нім. Wilhelm Berthold Helmuth Beukemann; 9 травня 1894, Гамбург — 13 липня 1981, Гамбург)— німецький воєначальник, генерал-лейтенант вермахту. Кавалер Лицарського хреста Залізного хреста.

## Біографія
4 травня 1914 року вступив в армію. Учасник Першої світової війни. Після демобілізації армії залишений в рейхсвері. З 10 листопада 1938 року — командир 1-го батальйону 89-го піхотного полку, з 13 січня 1940 по 18 серпня 1942 року — 382-го піхотного полку, одночасно з 25 квітня 1941 року командував гарнізоном на острові Лемнос, з серпня 1941 року — в Салоніках. З 15 вересня 1942 по 9 липня 1944 року — командир 75-ї піхотної дивізії, з 4 вересня 1944 року — 539-ї дивізії особливого призначення. 9 травня 1945 року взятий в полон американськими військами. 27 червня 1947 року звільнений.

## Звання
- Фанен-юнкер (4 травня 1914)
- Фанен-юнкер-єфрейтор (1 серпня 1914)
- Фанен-юнкер-унтерофіцер (2 серпня 1914)
- Фенріх (22 вересня 1914)
- Лейтенант (21 жовтня 1914)
- Оберлейтенант (20 червня 1918)
- Гауптман (1 лютого 1928)
- Майор (1 грудня 1934)
- Оберстлейтенант (1 жовтня 1937)
- Оберст (1 вересня 1940)
- Генерал-майор (1 листопада 1942)
- Генерал-лейтенант (1 травня 1943)

## Нагороди
- Залізний хрест
  - 2-го класу (9 вересня 1914)
  - 1-го класу (23 травня 1916)
- Хрест «За військові заслуги» (Брауншвейг)
  - 2-го класу (24 червня 1916)
  - 1-го класу (21 травня 1918)
  - бойова відзнака до хреста 2-го класу (18 червня 1918)
- Ганзейський Хрест (Гамбург; 16 травня 1916)
- Нагрудний знак «За поранення» в чорному (17 серпня 1918)
- Королівський орден дому Гогенцоллернів, лицарський хрест з мечами (24 жовтня 1918)
- Почесний хрест ветерана війни з мечами
- Медаль «За вислугу років у Вермахті»
  - 4-го, 3-го і 2-го класу (18 років; 2 жовтня 1936) — отримав 3 нагороди одночасно.
  - 1-го класу (25 років)
- Пам'ятна військова медаль (Угорщина) з мечами
- Медаль за участь у Європейській війні (1915—1918) з мечами (Третє Болгарське царство)
- Застібка до Залізного хреста
  - 2-го класу (21 вересня 1939)
  - 1-го класу (15 жовтня 1939)
- Сертифікат пошани (1 травня 1941)
- Лицарський хрест Залізного хреста (14 травня 1941)
- Штурмовий піхотний знак в сріблі
- Нагрудний знак «За поранення» в сріблі
- Медаль «За зимову кампанію на Сході 1941/42»
- Орден «За хоробрість» 3-го ступеня, 1-й клас (Третє Болгарське царство)
- Почесний знак болгарської піхоти
- Срібна медаль «За військову доблесть» (Італія) (1942)
- Нарукавна стрічка «Африка»
- Німецький хрест в золоті (20 січня 1944)